# (400173) 2006 WJ22
(400173) 2006 WJ22 es un asteroide perteneciente al cinturón de asteroides, descubierto el 17 de noviembre de 2006 por el equipo del Mount Lemmon Survey desde el Observatorio del Monte Lemmon, Arizona, Estados Unidos.

## Designación y nombre
Designado provisionalmente como 2006 WJ22.

## Características orbitales
2006 WJ22 está situado a una distancia media del Sol de 2,761 ua, pudiendo alejarse hasta 2,932 ua y acercarse hasta 2,589 ua. Su excentricidad es 0,062 y la inclinación orbital 4,124 grados. Emplea 1675,76 días en completar una órbita alrededor del Sol.

## Características físicas
La magnitud absoluta de 2006 WJ22 es 17,1.